# Kebak (Jumantono)
Kebak is een bestuurslaag in het regentschap Karanganyar van de provincie Midden-Java, Indonesië. Kebak telt 3296 inwoners (volkstelling 2010).